# Mattéo Baud
Pour les articles homonymes, voir Baud.
Mattéo Baud, né le 26 juin 2002 à  Pontarlier, est un coureur français du combiné nordique.

## Biographie
Il est le fils du coureur de combiné nordique Frédéric Baud et le frère de la combinée nordique Romane Baud.
Membre du club Olympique Mont d'Or, il effectue sa première compétition internationale à l'âge de 12 ans, en 2014, à Oberstdorf (Allemagne). À partir de 2017, il participe régulièrement à la Coupe OPA, où il obtient son premier podium en septembre 2019. En 2019, il court ses premiers Championnats du monde juniors, à Lahti (Finlande).
C'est l'année suivante, à Oberwiesenthal, qu'il décroche sa première médaille aux Championnats du monde juniors, en obtenant la deuxième place de l'épreuve par équipes, terminant aussi huitième en individuel. Il fait également ses débuts en Coupe continentale et prend part aux Jeux olympiques de la jeunesse à Lausanne, où il se classe quatrième de la compétition individuelle.
Il entame la saison hivernale 2020-2021 en Coupe du monde, dès la première épreuve de celle-ci à Ruka (33e). Des résultats réguliers lui assurant sa place en équipe de France, il participe ensuite à la quasi-totalité des épreuves de cette compétition et obtient son meilleur résultat de l'hiver en clôture avec une treizième place à Klingenthal. Il devient vice-champion du monde juniors en février 2021 à Lahti, derrière Johannes Lamparter.
En 2021, Baud reçoit aussi sa première sélection en championnat du monde à Oberstdorf, où il finit 24e, puis 16e en individuel et deux fois sixième en épreuve par équipes. Il est ainsi désigné Rookie de l'année aux Nordic Combined Awards.
Son point fort est le saut à ski.
Le début de l'hiver 2021-2022 est plus compliqué et il peine à marquer des points en coupe du monde, la suite de la saison est meilleure avec notamment de très belles performances aux Jeux olympiques de Pékin avec une 18e place à l’individuel petit tremplin. Il terminera la saison en beauté avec un Top 20 à la clé sur la dernière étape de Coupe du Monde à Schonach en Allemagne.
La saison 2022-2023 est lancée de la meilleure des manières avec une 11e et une 7e places pour les deux premières courses de la saison. Le 27 novembre 2022, il obtient son premier podium de coupe du monde en terminant deuxième de la mass start de Rukaen frôlant de peu la victoire.

## Palmarès

### Jeux olympiques d'hiver
| Épreuve / Édition | Individuel     | Individuel     | Par équipes Grand tremplin |
| Épreuve / Édition | Petit tremplin | Grand tremplin | Par équipes Grand tremplin |
| JO 2022 Pékin     | 18e            | 21e            | 5e                         |

### Championnats du monde
| Épreuve / Édition        | Individuel     | Individuel     | Par équipes           | Par équipes           |
| Épreuve / Édition        | Petit tremplin | Grand tremplin | Grand tremplin Sprint | Petit tremplin Relais |
| Mondiaux 2021 Oberstdorf | 24e            | 16e            | 6e                    | 6e                    |

### Coupe du monde
- Meilleur classement général : 13e  en 2023
- 1 podium : 1 deuxième place.
- 1 podium par équipes.
- Meilleur résultat individuel : 2e.

#### Classements en Coupe du monde
| Année     | Classement général final |
| 2020-2021 | 40e                      |
| 2021-2022 | 42e                      |
| 2022-2023 | 13e                      |
| 2023-2024 | 19e                      |

### Championnats du monde junior
- Oberwiesenthal 2020 :
  -  Médaille d'argent par équipes.
- Lahti 2021 :
  -  Médaille d'argent en individuel (petit tremplin).